# フランソワ・ルテクシエ
- フランソワ・レテキシエ

フランソワ・ルテクシエ（フランス語: François Letexier、1989年4月23日 - ）は、フランス・イル＝エ＝ヴィレーヌ県ベデ出身のサッカー審判員。2017年から国際サッカー連盟 (FIFA) に国際審判員として登録されている審判であり、欧州サッカー連盟 (UEFA) エリートグループの審判を務めている。

## 来歴
14歳で審判を始め、2016年には若干27歳にして当時史上最年少のリーグ・アン担当審判員となる。2017年には国際審判員としてUEFA U-19欧州選手権2017の予選・スウェーデン対ベルギーで初めて欧州サッカー連盟 (UEFA) 管轄の試合を担当した。
2021年にはUEFA EURO 2020のビデオ・アシスタント・レフェリー (VAR) に選ばれる。同年5月19日にはクープ・ドゥ・フランス2021決勝・ASモナコ対パリ・サンジェルマン戦の主審を務める。さらに翌週の5月26日にはUEFAヨーロッパリーグ 2020-21 決勝・ビジャレアルCF対マンチェスター・ユナイテッドでVARを担当する。
2023 UEFAスーパーカップでは主審を担当。
UEFA EURO 2024では副審2名と共に審判団として初めて選出され、グループBのクロアチア対アルバニア戦、グループCのデンマーク対セルビア戦、ノックアウトステージ1回戦のスペイン対ジョージア戦を担当し、さらに決勝のスペイン対イングランド戦の主審を担当した。35歳でのUEFA EURO 決勝担当は史上最年少である。
7月、パリ五輪の審判団に選出され、グループDの日本対パラグアイなどを担当。
同年12月24日には国際サッカー歴史統計連盟（IFFHS）によって2024年の世界最優秀サッカー審判員に選出された。フランス人審判としては1988年・89年に2年連続受賞したミシェル・ヴォートロ以来35年ぶりの快挙となる。

## 挿話
- ルテクシェは当初からプロの審判員を目指していたが、キャリアの初期は審判だけで生活ができないことから、副業として司法執行吏（英語版）[注 2]を務めていた[9]。不動産賃貸や動産所有権に関する紛争を専門に勉強していたとのこと[10]。